# 18 Sagittarii
18 Sagittarii, som är stjärnans Flamsteed-beteckning, är en ensam stjärna, belägen i den västra delen av stjärnbilden Skytten. Den har en skenbar magnitud på 5,58 och är svagt synlig för blotta ögat där ljusföroreningar ej förekommer. Baserat på parallaxmätning inom Hipparcosuppdraget på ca 5,9 mas, beräknas den befinna sig på ett avstånd på ca 550 ljusår (ca 169 parsek)   från solen. Den rör sig närmare solen med en heliocentrisk radialhastighet på ca -19 km/s.

## Egenskaper
18 Sagittarii är en orange till gul jättestjärna av spektralklass K0 III vilket anger att den har förbrukat förrådet av väte i dess kärna och expanderat från huvudserien. Den har en radie som är ca 9 solradier och utsänder från dess fotosfär ca 309 gånger mera energi än solen vid en effektiv temperatur av ca 4 300 K. Det den en mycket lägre mängd järn i spektrumet jämfört med solen.